# Krčava
Krčava (Hongaars: Karcsava) is een Slowaakse gemeente in de regio Košice, en maakt deel uit van het district Sobrance.
Krčava telt 432 inwoners.